# 壱村仁
壱村 仁（いちむら ひとし）は、日本の漫画家。2024年より『MAGCOMI』（マッグガーデン）にて、風越洞と共著の『陵の王』を連載している。

## 来歴
マッグガーデン発行の雑誌『月刊コミックブレイド』にて2005年4月号より『テイルズ オブ シンフォニア』（原作：ナムコ（後のバンダイナムコゲームス））を連載開始。当作品は2007年3月号まで連載された。
2010年7月から2011年10月まで『月刊コミックブレイドアヴァルス』にて、バレエを描いた『coda』を連載。その後、同誌にて2012年4月号より2013年6月号まで戦隊ヒーローが登場する『HEROIZM』を連載。同誌2013年11月号からオカルト作品の『ESC.ape』を連載。2019年より『MAGCOMI』にて、藤原鎌足の息子を描いた『ふることふひと』（風越洞と共著）を連載。2024年、同サイトにて同じく風越洞と共著によるファンタジー作品『陵の王』を連載開始。

## 作品リスト

### 漫画連載
- テイルズ オブ シンフォニア（『月刊コミックブレイド』2005年4月号 - 2007年3月号、全5巻）
- テイルズ オブ シンフォニア EXTRALOAD（『コミックブレイドZEBEL』Vol.1 - Vol.6、外伝1巻）
- うつろわざるもの〜ブレス オブ ファイアIV〜（監修：カプコン、『月刊コミックブレイド』2007年11月号 - 2010年5月号、全5巻）
- coda（『月刊コミックブレイドアヴァルス』2010年8月号[2] - 2011年11月号[3]、全3巻）
- HEROIZM（『月刊コミックブレイドアヴァルス』2012年4月号[4] - 2013年6月号[5]、全3巻）
- ESC.ape（『月刊コミックブレイドアヴァルス』2013年11月号[6] - 2015年1月号[8]、全1巻）
- けんえん。（共著者：風越洞、『月刊コミックブレイドアヴァルス』2015年4月号[9] - 、『MAGCOMI』 - 2019年2月15日[10]、全8巻）
- ふることふひと（共著者：風越洞、『MAGCOMI』2019年9月15日[7] - 2023年2月15日[11]、全7巻） - 第3巻以降は電子書籍限定[12]。
- 陵の王（共著者：風越洞、『MAGCOMI』2024年3月15日[1] - ）

### イラスト
- BCアンソロジーコレクション テイルズ オブ シンフォニア 第1巻 表紙イラスト
- BCアンソロジーコレクション テイルズ オブ ジ アビス 第1・2巻 表紙イラスト